# Erfle-Okular

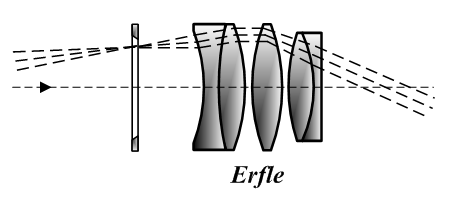
Erfle-Okular

Das Erfle-Okular ist das erste Weitwinkel-Okular für optische Geräte. Es wurde 1917 von Heinrich Erfle entwickelt. Erfle-Okulare sind vergleichsweise günstig herzustellen. Sie werden daher bis heute für die Amateurastronomie oder Weitwinkel-Ferngläser produziert.
Das „Erfle“ besteht aus drei Linsengruppen. Dabei ist zwischen zwei gegenüber liegenden Achromaten (Doubletts) eine Sammellinse eingefügt. Vom ähnlichen, um 1840 erfundenen Plössl-Okular unterscheidet es sich außer dieser 5. Linse noch durch stärkere Krümmung des vorderen Achromats. Die Konstruktion für das Weitwinkelokular wurde von Heinrich Erfle 1921 für Carl Zeiss patentiert (1923 in den USA: Patentnummer 1478704).
Das „Erfle“ gibt typischerweise ein scheinbares Gesichtsfeld von bis zu 68°. Insbesondere für militärische Anwendungen (Periskop) und den anderweitigen  Outdoor-Einsatz ist ein großes Gesichtsfeld eine gesuchte Eigenschaft.
Erfle-Okulare neigen am Rand des Gesichtsfeldes zu Astigmatismus, einer kometenförmigen Verzerrungen von Lichtquellen. Außerdem kommen leicht interne Reflexionen vor („Geisterbilder“). Dies macht sie für die Beobachtung heller Objekte, z. B. von Planeten, in der beobachtenden Astronomie weniger geeignet. Ideal sind sie hingegen für lichtschwache, ausgedehntere Objekte wie offene Sternhaufen und Emissions- bzw. Reflexionsnebel.